# Марко Рудольф
Марко Рудольф (нім. Marco Rudolph; 22 травня 1970, Циттау, Саксонія) — німецький професійний боксер, призер Олімпійських ігор, чемпіонатів світу та Європи, чемпіон світу серед любителів.

## Аматорська кар'єра
Марко Рудольф двічі (1987, 1989) вигравав звання чемпіона НДР в напівлегкій вазі.
1988 року став чемпіоном Європи серед юніорів.
На чемпіонаті Європи 1989 здобув три перемоги, а у фіналі програв Киркору Киркорову (Болгарія) — 0-5.
Після возз'єднання Німеччини тричі (1991, 1992, 1994) вигравав звання чемпіона Німеччини в легкій вазі.
На чемпіонаті Європи 1991 переміг двох суперників, а у півфіналі програв Васіле Ністор (Румунія).
На чемпіонаті світу 1991 зайняв перше місце.
- В 1/8 фіналу переміг Оскара Де Ла Хойя (США) — 19-13
- У чвертьфіналі переміг Жюльєна Лорсі (Франція) — 26-13
- У півфіналі переміг Васіле Ністор — 18-4
- У фіналі переміг Артура Григоряна (СРСР) — 19-14

На Олімпійських іграх 1992 завоював срібну медаль.
- В 1/16 фіналу переміг Васіле Ністора (Румунія) — 10-5
- В 1/8 фіналу переміг Даріуша Снарського (Польща) — 10-1
- У чвертьфіналі переміг Жюльєна Лорсі (Франція) — 13-10
- У півфіналі пройшов без бою Намжілин Баярсайхан (Монголія)
- У фіналі програв Оскару Де Ла Хойя (США) — 2-7

На чемпіонаті світу 1993 програв в другому бою Даміану Остін (Куба).
1994 року на Кубку світу зайняв перше місце, перемігши п'ять суперників, у тому числі у півфіналі Бруно Вартеля (Франція) та у фіналі кубинця Хуліо Гонсалеса — 15-11.
На чемпіонаті світу 1995, здобувши три перемоги і програвши у півфіналі Леонарду Дорофтей (Румунія), завоював бронзову медаль.

## Професіональна кар'єра
19 серпня 1995 року Марко Рудольф дебютував на професійному рингу. Протягом 1995—1997 років провів 13 переможних боїв (ще один був визнаний таким, що не відбувся). За цей час володів титулами інтернаціонального чемпіона WBC в легкій вазі та інтерконтинентального чемпіона WBO в другій напівлегкій вазі. 14 березня 1998 року вийшов на бій проти непереможного чемпіона WBO в легкій вазі Артура Григоряна і, програвши йому нокаутом в шостому раунді, вирішив завершити кар'єру.